# مارك ميلر (لاعب كرة قدم أمريكي)
مارك ميلر (بالإنجليزية: Mark Miller)‏ (12 يونيو 1962 في الولايات المتحدة - ) هو لاعب كرة قدم أمريكي في مركز الهجوم. لعب مع بورتلاند تِمبرز ‏.

## وصلات خارجية
- مارك ميلر على موقع قاعدة بيانات كرة القدم.إي يو (الإنجليزية)